# خاندان لاجوردی
خانواده لاجوردی از مشهورترین فعالان اقتصادی و کارآفرینان قبل از انقلاب بودند.
آنها فعالیت اقتصادی خود را از سال ۱۲۷۰ شمسی با فعالیت‌های حاج سیدمحمد لاجوردی و برادرش شروع کرد. خاندان لاجوردی از اواخر دوره ناصرالدین شاه تا آخر دوره پهلوی، در بیشتر عرصه اقتصادی اعم از صادرات و واردات و نیز از سال ۱۳۳۰ به بعد در بخش صنعت و خدمات به ویژه صنایع غذایی، نساجی، شوینده، ساختمان، بانکداری و بیمه فعال بودند. اکبر لاجوردی درباره فعالیت خانواده لاجوردی می‌گوید: «ما برای پیشرفت کارمان ۱۱۰ سال حوصله به خرج دادیم و سخت کار کردیم و همان‌طور که پدرم به من گفته، این کار را با ۱۰ تومان سرمایه شروع کرده و سالی ۲۰ درصد به سرمایه خود اضافه کرده است.»
لاجوردی‌ها در بسیاری زمینه‌ها جزو پایه‌گذاران بخش خصوصی نوین در ایران بودند. آنها اولین شرکت خصوصی کامپیوتری ایران را بعد از شرکت ملی نفت تأسیس کردند. نسل اول و دوم و سوم این خانواده در فعالیت‌های بازرگانی (واردات و صادرات) فعال بودند اما با شروع فعالیتهای نسل سوم شاهد گسترش فعالیتهای آنان در صنعت و تولید هستیم که لاجوردی‌ها بیش از ۸۰ شرکت و کارخانه در نقاط مختلف کشور از جمله تهران، کاشان، بهشهر، کرمانشاه، قزوین، مشهد، گنبد کاووس، گرگان، نکا، اراک، خرمشهر، نوشهر و حومه محمودآباد را تاسیس کردند. در این شرکت‌ها که عمدتاً در چارچوب گروه صنعتی بهشهر بود، تا سال ۱۳۵۷ بیش از ۱۵ هزار مهندس، کارشناس، مدیر، کارمند و کارگر مشغول به کار بودند. به علاوه، فعالیت‌های این خاندان به حوزه آموزش و تربیت نیروی کار نیز رفته‌است. حبیب لاجوردی و محمدتقی برخوردار، برای تربیت نسل جدید مدیران و کارشناسان که با علوم روز دنیا آشنا باشند، موسسه مطالعات مدیریت دانشگاه هاروارد (دانشگاه امام صادق فعلی) را بنیان‌گذاری کردند، موسسه‌ای که تا قبل از تصرف و مصادرۀ آن توانست چند گروه دانش‌آموخته داشته باشد.
در نهایت، پس از انقلاب اسلامی، در جریان مصادره اموال و دارایی‌ها، کارخانه‌ها و شرکت‌های خاندان لاجوردی مصادره شدند و ۱۱۰ سال فعالیت اقتصادی و آموزشی این خاندان درون ایران به پایان رسید.

## تاریخچه خانوادگی

### نسل اول
حاج سید محمد نیل فروش «لاجوردی‌ها» بودند که در سال ۱۲۴۷ هجری شمسی در کاشان به دنیا آمد پدرش میرزا ابولقاسم و مادرش ملقب به خانم بزرگ بوده است.

### نسل دوم
حاج محمود لاجوردی در کاشان به دنیا آمد پدرش سید محمد و مادرش فاطمه خانم مرتضوی بود.
اکبر لاجوردیان برادر محمود لاجوردی متولد سال ۱۳۰۲ شمسی.
سید اکبر لاجوردیان، یکی از چهار نفر مؤسس شرکت پلی‌اکریل اصفهان و مدیرعامل این شرکت از سال ۱۳۵۲ تا ۱۳۵۷ بوده‌است.

### نسل سوم
احمد لاجوردی فرزند محمود لاجوردی که از سال ۱۳۱۷تا اوایل ۱۳۵۸ قریب ۴۰ سال در عرصه تجارت و صنعت مدرن ایران به عنوان یک کارآفرین برجسته و یکی از مؤسسان شرکت صنعتی بهشهر فعالیت داشت.
قاسم لاجوردی فرزند محمود لاجوردی از بنیان‌گذاران گروه صنعتی بهشهر بود که در روز ۲۹ دی‌ماه (۱۹ ژانویه) ۱۳۸۹ در بیمارستانی در شهر توسان ایالت آریزونای آمریکا درگذشت.
حبیب لاجوردی فرزند محمود لاجوردی نیز از نسل سوم این خاندان محسوب می‌گردد. او از دانش‌آموختگان دانشگاه‌های «هاروارد» و «ییل» در رشته MBA و اقتصاد بود. وی در سال ۱۳۴۸ از فعالیت‌های اقتصادی در ایران دست کشید و به کارهای پژوهشی در حوزه اقتصاد پرداخت. او مرکز مطالعات مدیریت را در تهران تأسیس کرد و تا سال ۱۳۵۷ نیز در این مرکز به تدریس پرداخت. پس از انقلاب او به مرکز مطالعات خاورمیانه دانشگاه ‌هاروارد رفت.

### نسل چهارم
علی لاجوردی متولد ۲۵ فروردین سال ۱۳۲۶ فرزند احمد لاجوردی است که به همراه برادر خود حمید لاجوردی متولد ۱۳۲۷ از نسل چهارم محسوب می‌گردند و به همراه دیگر افراد خاندان لاجوردی نقش بزرگی در صنعت قبل از انقلاب داشتند.

## مصادره اموال لاجوردی‌ها
در تیر ۱۳۵۸ تمام سهام و دارایی‌های اموال ۵۱ صاحبان صنایع بزرگ توسط شورای انقلاب مصادره گردیده در آن ایام بخشی از افراد خانواده لاجوردی - سید محمود، احمد، اکبر، علی و حمید - هنوز، در ایران بودند. اکبر لاجوردی تلاش زیادی برای اثبات بدون دلیل بودن مصادره‌ها می‌کند، اما نه تنها تلاش‌ها به نتیجه نمی‌رسد، بلکه با ممنوع‌الخروج شدن و ترور برادرزاده‌اش، وی تصمیم گرفت به شکل غیرقانونی از ایران خارج شود. لاجوردی در مورد خروج خودش از ایران می‌نویسد: «سرزمینی را پشت سر می‌گذاشتم که ذرات وجودم با آب و گل آن سرشته و پرورش پیدا کرده بود. پیکرهای درگذشتگانم، که پدرانم، مادرانم در زنجیره نسل‌های طولانی، همه در خاک این سرزمین خفته‌اند. دل کندن از آن همه خاطره و از تاریخ و یادگارهای خانواده‌ام بسیار دشوار بود. به این علت با حسرت به افق‌های دور و تاریک ایران نگاه می‌کردم.»